# Synagoga v Pňovanech
Synagoga v Pňovanech se nachází na severním okraji rybníka v centru obce Pňovany severně od zámku jako č.p. 88.
Tato bývalá židovská modlitebna byla postavena v polovině 19. století, kdy nahradila starší dřevěnou synagogu. Bohoslužby zde probíhaly nejpozději do začátku 20. století, ve 30. letech byla adaptována k obytným účelům. Po druhé světové válce byla přestavěna na skladiště pro hasiče, v současnosti je nevyužitá.
V obci se nachází také židovský hřbitov.